# Nelson Sargento
Nelson Sargento, nom de scène de Nelson Mattos, né le 25 juillet 1924 à Rio de Janeiro et mort le 27 mai 2021 dans la même ville, est un compositeur, chanteur, plasticien, acteur et écrivain brésilien.

## Biographie
Nelson Mattos naît le 25 juillet 1924 à Praça Quinze, dans le centre de Rio de Janeiro. Il est le fils de Rosa Maria da Conceição et d'Olímpio José de Mattos.
À l'âge de huit ans, il est déjà membre de l'ancienne école de samba Azul e Branco, du quartier de Morro do Salgueiro. Il vit à Morro do Salgueiro jusqu'à l'âge de 12 ans, date à laquelle il déménage avec sa mère à Mangueira. C'est là qu'il est initié à la samba par son beau-père, Alfredo Português.
Bien que principalement associé à l'Estação Primeira de Mangueira, une école de samba dont il est l'une des figures de proue, Nelson commence la samba dès son enfance à Morro do Salgueiro, le berceau d'autres groupes de samba dans le quartier de Tijuca, à Rio. C'est là qu'il commence à jouer du tambourin et à pratiquer le chant.
Il sert dans l'armée de 1945 à 1949 et porte son nom de scène jusqu'à la fin de sa vie.
Dans les années 1960, il rejoint le groupe A Voz do Morro, aux côtés de Paulinho da Viola, Zé Kéti, Élton Medeiros, Jair do Cavaquinho, José da Cruz et Anescarzinho do Salgueiro.
Nelson Sargento est le partenaire de compositeurs tels que Cartola, Carlos Cachaça, Darcy da Mangueira (pt), João de Aquino (pt), Pedro Amorim (pt), Daniel Gonzaga (pt) et Rô Fonseca.
Il compose des succès tels que Agoniza, mas não morre, Cântico à natureza, Encanto da paisagem, Falso amor sincero, Século do samba et Acabou meu sossego.
En 1997, il reçoit le prix Kikito de la meilleure bande sonore au Festival du film de Gramado pour le court métrage Nelson Sargento da Mangueira, du réalisateur Estêvão Pantoja. Il joue également dans les films Le Premier Jour de Walter Salles et Daniela Thomas, et Orfeu, de Cacá Diegues.
Nelson Sargento écrit les livres Prisioneiro do mundo et Um certo Geraldo Pereira. Il est également plasticien.

### Fin de vie et mort
Il reçoit la deuxième dose du vaccin contre le coronavirus le 26 février 2021, il est diagnostiqué avec la maladie le 21 mai, lorsqu'il est admis à l'Institut national du cancer (INCA (pt)) de Rio de Janeiro pour traiter un cancer de la prostate.
Nelson Sargento meurt le 27 mai 2021 dans sa ville natale à l'âge de 96 ans.